# Tournoi de tennis d'Adélaïde
Le tournoi d'Adélaïde (Australie-Méridionale) ou South Australian Championships est un ancien tournoi de tennis masculin et féminin considéré, à l'époque, comme le quatrième tournoi le plus important d'Australie après l'Australian Championships à Melbourne, le New South Wales Championships à Sydney et le Victorian Championships également à Melbourne.

## Histoire du tournoi
Les débuts du tournoi remontent aux années 1890 et dès le début du XXe siècle, les meilleurs joueurs et joueuses du Victoria et plus tard de la Nouvelle-Galles du Sud venaient affronter à Adélaïde les représentants de l'Australie du Sud. Certains se déplaçaient ainsi sur d'importantes distances (de Perth à Adélaïde, la distance est équivalente à celle séparant Londres d'Istanbul). Les courts du « Memorial Drive », hôte du tournoi, étaient constitués de gazon considérés parmi les plus fins du monde.
En 1972, les tableaux masculins sont intégrés au circuit professionnel ATP. En 1987, les courts en gazon sont abandonnés au profit d'une surface dure. À partir de 1987, le tournoi commence la saison masculine et précède l'Open d'Australie de quelques semaines. En 2008, le tournoi masculin disparait au profit du tournoi de Brisbane. Il réintègre le circuit ATP en 2020.
En 1990, le tournoi féminin devient un tournoi ITF. Il réintègre le circuit WTA en 2020.

## Palmarès messieurs

### Simple
| No | Date       | Nom et lieu du tournoi                                   | Catégorie                                            | Dotation                                             | Surface                                              | Vainqueur                                            | Finaliste                                            | Score                                                |                                                      |
| -- | ---------- | -------------------------------------------------------- | ---------------------------------------------------- | ---------------------------------------------------- | ---------------------------------------------------- | ---------------------------------------------------- | ---------------------------------------------------- | ---------------------------------------------------- | ---------------------------------------------------- |
| 1  | 24-01-1972 | South Australian Tennis Championships, Adélaïde          |                                                      | NC $                                                 | Gazon (ext.)                                         | Alex Metreveli                                       | Kim Warwick                                          | 6-3, 6-3, 7-6                                        |                                                      |
| 2  | 28-10-1974 | South Australian Tennis Championships, Adélaïde          |                                                      | NC $                                                 | Gazon (ext.)                                         | Dick Stockton                                        | Geoff Masters                                        | 6-2, 6-3, 6-2                                        |                                                      |
| 3  | 09-12-1974 | , Adélaïde                                               |                                                      | NC $                                                 | Gazon (ext.)                                         | Björn Borg                                           | Onny Parun                                           | 6-4, 6-4, 3-6, 6-2                                   |                                                      |
| 4  | 10-01-1977 | Marlboro South Australian Men's Tennis Classic, Adélaïde |                                                      | 75 000 $                                             | Gazon (ext.)                                         | Victor Amaya                                         | Brian Teacher                                        | 6-1, 6-4                                             |                                                      |
| 5  | 05-12-1977 | , Adélaïde                                               |                                                      | 100 000 $                                            | Gazon (ext.)                                         | Tim Gullikson                                        | Chris Lewis                                          | 3-6, 6-4, 3-6, 6-2, 6-4                              |                                                      |
| 6  | 10-12-1979 | South Australian Open, Adélaïde                          |                                                      | 50 000 $                                             | Gazon (ext.)                                         | Kim Warwick                                          | Bernard Mitton                                       | 7-5, 6-4                                             |                                                      |
| 7  | 05-01-1981 | South Australian Open, Adélaïde                          |                                                      | 50 000 $                                             | Gazon (ext.)                                         | Mark Edmondson                                       | Brad Drewett                                         | 7-5, 6-2                                             |                                                      |
| 8  | 04-01-1982 | , Adélaïde                                               |                                                      | 75 000 $                                             | Gazon (ext.)                                         | Rod Frawley                                          | Lloyd Bourne                                         | 2-6, 6-3, 6-2                                        |                                                      |
| 9  | 20-12-1982 | South Australian Open, Adélaïde                          |                                                      | 75 000 $                                             | Gazon (ext.)                                         | Mike Bauer                                           | Chris Johnstone                                      | 4-6, 7-6, 6-2                                        |                                                      |
| 10 | 19-12-1983 | South Australian Open, Adélaïde                          |                                                      | 75 000 $                                             | Gazon (ext.)                                         | Mike Bauer                                           | Miloslav Mečíř                                       | 3-6, 6-4, 6-1                                        |                                                      |
| 11 | 17-12-1984 | South Australian Open, Adélaïde                          |                                                      | 75 000 $                                             | Gazon (ext.)                                         | Peter Doohan                                         | Huub van Boeckel                                     | 1-6, 6-1, 6-4                                        |                                                      |
| 12 | 16-12-1985 | South Australian Open, Adélaïde                          |                                                      | 80 000 $                                             | Gazon (ext.)                                         | Eddie Edwards                                        | Peter Doohan                                         | 6-2, 6-4                                             |                                                      |
| 13 | 29-12-1986 | South Australian Open, Adélaïde                          |                                                      | 89 400 $                                             | Gazon (ext.)                                         | Wally Masur                                          | Bill Scanlon                                         | 6-4, 7-6                                             |                                                      |
| 14 | 28-12-1987 | South Australian Open, Adélaïde                          |                                                      | 93 400 $                                             | Dur (ext.)                                           | Mark Woodforde                                       | Wally Masur                                          | 6-2, 6-4                                             |                                                      |
| 15 | 02-01-1989 | South Australian Open, Adélaïde                          |                                                      | 93 400 $                                             | Dur (ext.)                                           | Mark Woodforde                                       | Patrik Kühnen                                        | 7-5, 1-6, 7-5                                        |                                                      |
| 16 | 01-01-1990 | Australian Men's Hardcourt Championships, Adélaïde       | World Series                                         | 125 000 $                                            | Dur (ext.)                                           | Thomas Muster                                        | Jimmy Arias                                          | 3-6, 6-2, 7-5                                        |                                                      |
| 17 | 31-12-1990 | Australian Men's Hardcourt Championships, Adélaïde       | World Series                                         | 150 000 $                                            | Dur (ext.)                                           | Nicklas Kulti                                        | Michael Stich                                        | 6-3, 1-6, 6-2                                        |                                                      |
| 18 | 30-12-1991 | Australian Men's Hardcourt Championships, Adélaïde       | World Series                                         | 157 500 $                                            | Dur (ext.)                                           | Goran Ivanišević                                     | Christian Bergström                                  | 1-6, 7-65, 6-4                                       |                                                      |
| 19 | 04-01-1993 | Australian Men's Hardcourt Championships, Adélaïde       | World Series                                         | 157 500 $                                            | Dur (ext.)                                           | Nicklas Kulti                                        | Christian Bergström                                  | 3-6, 7-5, 6-4                                        |                                                      |
| 20 | 03-01-1994 | Australian Men's Hardcourt Championships, Adélaïde       | World Series                                         | 288 750 $                                            | Dur (ext.)                                           | Ievgueni Kafelnikov                                  | Aleksandr Volkov                                     | 6-4, 6-3                                             |                                                      |
| 21 | 02-01-1995 | Australian Men's Hardcourt Championships, Adélaïde       | World Series                                         | 303 000 $                                            | Dur (ext.)                                           | Jim Courier                                          | Arnaud Boetsch                                       | 6-2, 7-5                                             |                                                      |
| 22 | 01-01-1996 | Australian Men's Hardcourt Championships, Adélaïde       | World Series                                         | 303 000 $                                            | Dur (ext.)                                           | Ievgueni Kafelnikov                                  | Byron Black                                          | 7-60, 3-6, 6-1                                       |                                                      |
| 23 | 30-12-1996 | Australian Men's Hardcourt Championships, Adélaïde       | World Series                                         | 303 000 $                                            | Dur (ext.)                                           | Todd Woodbridge                                      | Scott Draper                                         | 6-2, 6-1                                             |                                                      |
| 24 | 05-01-1998 | Australian Men's Hardcourt Championships, Adélaïde       | Int' Series                                          | 315 000 $                                            | Dur (ext.)                                           | Lleyton Hewitt                                       | Jason Stoltenberg                                    | 3-6, 6-3, 7-64                                       | Tableau                                              |
| 25 | 04-01-1999 | AAPT Championships, Adélaïde                             | Int' Series                                          | 325 000 $                                            | Dur (ext.)                                           | Thomas Enqvist                                       | Lleyton Hewitt                                       | 4-6, 6-1, 6-2                                        | Tableau                                              |
| 26 | 03-01-2000 | AAPT Championships, Adélaïde                             | Int' Series                                          | 325 000 $                                            | Dur (ext.)                                           | Lleyton Hewitt                                       | Thomas Enqvist                                       | 3-6, 6-3, 6-2                                        | Tableau                                              |
| 27 | 01-01-2001 | AAPT Championships, Adélaïde                             | Int' Series                                          | 350 000 $                                            | Dur (ext.)                                           | Tommy Haas                                           | Nicolás Massú                                        | 6-3, 6-1                                             | Tableau                                              |
| 28 | 31-12-2001 | AAPT Championships, Adélaïde                             | Int' Series                                          | 332 000 $                                            | Dur (ext.)                                           | Tim Henman                                           | Mark Philippoussis                                   | 6-4, 66-7, 6-3                                       | Tableau                                              |
| 29 | 30-12-2002 | AAPT Championships, Adélaïde                             | Int' Series                                          | 332 000 $                                            | Dur (ext.)                                           | Nikolay Davydenko                                    | Kristof Vliegen                                      | 6-2, 7-63                                            | Tableau                                              |
| 30 | 05-01-2004 | AAPT Championships, Adélaïde                             | Int' Series                                          | 355 000 $                                            | Dur (ext.)                                           | Dominik Hrbatý                                       | Michaël Llodra                                       | 6-4, 6-0                                             | Tableau                                              |
| 31 | 03-01-2005 | Next Generation Hardcourt, Adélaïde                      | Int' Series                                          | 394 000 $                                            | Dur (ext.)                                           | Joachim Johansson                                    | Taylor Dent                                          | 7-5, 6-3                                             | Tableau                                              |
| 32 | 02-01-2006 | Next Generation Adelaide International, Adélaïde         | Int' Series                                          | 394 000 $                                            | Dur (ext.)                                           | Florent Serra                                        | Xavier Malisse                                       | 6-3, 6-4                                             | Tableau                                              |
| 33 | 01-01-2007 | Next Generation Adelaide International, Adélaïde         | Int' Series                                          | 411 000 $                                            | Dur (ext.)                                           | Novak Djokovic                                       | Chris Guccione                                       | 6-3, 66-7, 6-4                                       | Tableau                                              |
| 34 | 31-12-2007 | Next Generation Adelaide International, Adélaïde         | Int' Series                                          | 440 000 $                                            | Dur (ext.)                                           | Michaël Llodra                                       | Jarkko Nieminen                                      | 6-3, 6-4                                             | Tableau                                              |
|    | 2009-2019  | Pas de tournoi (remplacé par le tournoi de Brisbane)     | Pas de tournoi (remplacé par le tournoi de Brisbane) | Pas de tournoi (remplacé par le tournoi de Brisbane) | Pas de tournoi (remplacé par le tournoi de Brisbane) | Pas de tournoi (remplacé par le tournoi de Brisbane) | Pas de tournoi (remplacé par le tournoi de Brisbane) | Pas de tournoi (remplacé par le tournoi de Brisbane) | Pas de tournoi (remplacé par le tournoi de Brisbane) |
| 35 | 12-01-2020 | Adelaide International, Adélaïde                         | ATP 250                                              | 546 355 $                                            | Dur (ext.)                                           | Andrey Rublev                                        | Lloyd Harris                                         | 6-3, 6-0                                             | Tableau                                              |
|    | 2021       | Pas de tournoi                                           | Pas de tournoi                                       | Pas de tournoi                                       | Pas de tournoi                                       | Pas de tournoi                                       | Pas de tournoi                                       | Pas de tournoi                                       | Pas de tournoi                                       |
| 36 | 03-01-2022 | Adelaide International, Adélaïde                         | ATP 250                                              | 521 000 $                                            | Dur (ext.)                                           | Gaël Monfils                                         | Karen Khachanov                                      | 6-4, 6-4                                             | Tableau                                              |
| 37 | 10-01-2022 | Adelaide International, Adélaïde                         | ATP 250                                              | 430 530 $                                            | Dur (ext.)                                           | Thanasi Kokkinakis                                   | Arthur Rinderknech                                   | 6-7, 7-65, 6-3                                       | Tableau                                              |
| 38 | 01-01-2023 | Adelaide International 1, Adélaïde                       | ATP 250                                              | 642 735 $                                            | Dur (ext.)                                           | Novak Djokovic                                       | Sebastian Korda                                      | 68-7, 7-63, 6-4                                      | Tableau                                              |
| 39 | 09-01-2023 | Adelaide International 2, Adélaïde                       | ATP 250                                              | 642 735 $                                            | Dur (ext.)                                           | Kwon Soon-woo                                        | Roberto Bautista-Agut                                | 6-4, 3-6, 7-64                                       | Tableau                                              |
| 40 | 08-01-2024 | Adelaide International, Adélaïde                         | ATP 250                                              | 661 585 $                                            | Dur (ext.)                                           | Jiří Lehečka                                         | Jack Draper                                          | 4-6, 6-4, 6-3                                        | Tableau                                              |
| 41 | 06-01-2025 | Adelaide International, Adélaïde                         | ATP 250                                              | 680 140 $                                            | Dur (ext.)                                           | Félix Auger-Aliassime                                | Sebastian Korda                                      | 6-3, 3-6, 6-1                                        | Tableau                                              |

### Double
| No | Date       | Nom et lieu du tournoi                                   | Catégorie      | Dotation       | Surface        | Vainqueurs                        | Finalistes                       | Score             |                |
| -- | ---------- | -------------------------------------------------------- | -------------- | -------------- | -------------- | --------------------------------- | -------------------------------- | ----------------- | -------------- |
| 1  | 28-10-1974 | South Australian Tennis Championships, Adélaïde          |                | NC $           | Gazon (ext.)   | Grover Reid Allan Stone           | Mike Estep Paul Kronk            | 7-6, 6-4          |                |
| 2  | 10-01-1977 | Marlboro South Australian Men's Tennis Classic, Adélaïde |                | 75 000 $       | Gazon (ext.)   | Cliff Letcher Dick Stockton       | Syd Ball Kim Warwick             | 6-3, 6-4          |                |
| 3  | 05-12-1977 | , Adélaïde                                               |                | 100 000 $      | Gazon (ext.)   | Syd Ball Kim Warwick              | John Alexander Phil Dent         | 3-6, 7-6, 6-4     |                |
| 4  | 10-12-1979 | South Australian Open, Adélaïde                          |                | 50 000 $       | Gazon (ext.)   | Colin Dibley Chris Kachel         | John Alexander Phil Dent         | 6-7, 7-6, 6-4     |                |
| 5  | 05-01-1981 | South Australian Open, Adélaïde                          |                | 50 000 $       | Gazon (ext.)   | Colin Dibley John James           | Eddie Edwards Craig Edwards      | 6-3, 6-4          |                |
| 6  | 04-01-1982 | , Adélaïde                                               |                | 75 000 $       | Gazon (ext.)   | Mark Edmondson Kim Warwick        | Andrew Jarrett Jonathan Smith    | 7-5, 4-6, 7-6     |                |
| 7  | 20-12-1982 | South Australian Open, Adélaïde                          |                | 75 000 $       | Gazon (ext.)   | Pat Cash Chris Johnstone          | Broderick Dyke Wayne Hampson     | 6-3, 6-7, 7-6     |                |
| 8  | 19-12-1983 | South Australian Open, Adélaïde                          |                | 75 000 $       | Gazon (ext.)   | Craig Miller Eric Sherbeck        | Broderick Dyke Rod Frawley       | 6-3, 4-6, 6-4     |                |
| 9  | 17-12-1984 | South Australian Open, Adélaïde                          |                | 75 000 $       | Gazon (ext.)   | Broderick Dyke Wally Masur        | Peter Doohan Brian Levine        | 4-6, 7-5, 6-1     |                |
| 10 | 16-12-1985 | South Australian Open, Adélaïde                          |                | 80 000 $       | Gazon (ext.)   | Mark Edmondson Kim Warwick        | Nelson Aerts Tomm Warneke        | 6-4, 6-4          |                |
| 11 | 29-12-1986 | South Australian Open, Adélaïde                          |                | 89 400 $       | Gazon (ext.)   | Ivan Lendl Bill Scanlon           | Peter Doohan Laurie Warder       | 6-7, 6-3, 6-4     |                |
| 12 | 28-12-1987 | South Australian Open, Adélaïde                          |                | 93 400 $       | Dur (ext.)     | Darren Cahill Mark Kratzmann      | Carl Limberger Mark Woodforde    | 4-6, 6-2, 7-5     |                |
| 13 | 02-01-1989 | South Australian Open, Adélaïde                          |                | 93 400 $       | Dur (ext.)     | Neil Broad Stefan Kruger          | Mark Kratzmann Glenn Layendecker | 6-2, 7-6          |                |
| 14 | 01-01-1990 | Australian Men's Hardcourt Championships, Adélaïde       | World Series   | 125 000 $      | Dur (ext.)     | Andrew Castle Nduka Odizor        | Alexander Mronz Michiel Schapers | 7-6, 6-2          |                |
| 15 | 31-12-1990 | Australian Men's Hardcourt Championships, Adélaïde       | World Series   | 150 000 $      | Dur (ext.)     | Wayne Ferreira Stefan Kruger      | Paul Haarhuis Mark Koevermans    | 6-4, 4-6, 6-4     |                |
| 16 | 30-12-1991 | Australian Men's Hardcourt Championships, Adélaïde       | World Series   | 157 500 $      | Dur (ext.)     | Goran Ivanišević Marc Rosset      | Mark Kratzmann Jason Stoltenberg | 7-6, 7-6          |                |
| 17 | 04-01-1993 | Australian Men's Hardcourt Championships, Adélaïde       | World Series   | 157 500 $      | Dur (ext.)     | Mark Woodforde Todd Woodbridge    | John Fitzgerald Laurie Warder    | 6-4, 7-5          |                |
| 18 | 03-01-1994 | Australian Men's Hardcourt Championships, Adélaïde       | World Series   | 288 750 $      | Dur (ext.)     | Mark Kratzmann Andrew Kratzmann   | David Adams Byron Black          | 6-4, 6-3          |                |
| 19 | 02-01-1995 | Australian Men's Hardcourt Championships, Adélaïde       | World Series   | 303 000 $      | Dur (ext.)     | Jim Courier Patrick Rafter        | Byron Black Grant Connell        | 7-6, 6-4          |                |
| 20 | 01-01-1996 | Australian Men's Hardcourt Championships, Adélaïde       | World Series   | 303 000 $      | Dur (ext.)     | Mark Woodforde Todd Woodbridge    | Jonas Björkman Tommy Ho          | 7-5, 7-6          |                |
| 21 | 30-12-1996 | Australian Men's Hardcourt Championships, Adélaïde       | World Series   | 303 000 $      | Dur (ext.)     | Patrick Rafter Bryan Shelton      | Mark Woodforde Todd Woodbridge   | 6-4, 1-6, 6-3     |                |
| 22 | 05-01-1998 | Australian Men's Hardcourt Championships, Adélaïde       | Int' Series    | 315 000 $      | Dur (ext.)     | Joshua Eagle Andrew Florent       | Ellis Ferreira Rick Leach        | 6-4, 6-7, 6-3     | Tableau        |
| 23 | 04-01-1999 | AAPT Championships, Adélaïde                             | Int' Series    | 325 000 $      | Dur (ext.)     | Gustavo Kuerten Nicolás Lapentti  | Jim Courier Patrick Galbraith    | 6-4, 6-4          | Tableau        |
| 24 | 03-01-2000 | AAPT Championships, Adélaïde                             | Int' Series    | 325 000 $      | Dur (ext.)     | Mark Woodforde Todd Woodbridge    | Lleyton Hewitt Sandon Stolle     | 6-4, 6-2          | Tableau        |
| 25 | 01-01-2001 | AAPT Championships, Adélaïde                             | Int' Series    | 350 000 $      | Dur (ext.)     | David Macpherson Grant Stafford   | Wayne Arthurs Todd Woodbridge    | 65-7, 6-4, 6-4    | Tableau        |
| 26 | 31-12-2001 | AAPT Championships, Adélaïde                             | Int' Series    | 332 000 $      | Dur (ext.)     | Wayne Black Kevin Ullyett         | Bob Bryan Mike Bryan             | 7-5, 6-2          | Tableau        |
| 27 | 30-12-2002 | AAPT Championships, Adélaïde                             | Int' Series    | 332 000 $      | Dur (ext.)     | Jeff Coetzee Chris Haggard        | Max Mirnyi Jeff Morrison         | 2-6, 6-4, 7-67    | Tableau        |
| 28 | 05-01-2004 | AAPT Championships, Adélaïde                             | Int' Series    | 355 000 $      | Dur (ext.)     | Bob Bryan Mike Bryan              | Arnaud Clément Michaël Llodra    | 7-5, 6-3          | Tableau        |
| 29 | 03-01-2005 | Next Generation Hardcourt, Adélaïde                      | Int' Series    | 394 000 $      | Dur (ext.)     | Xavier Malisse Olivier Rochus     | Simon Aspelin Todd Perry         | 7-65, 6-4         | Tableau        |
| 30 | 02-01-2006 | Next Generation Adelaide International, Adélaïde         | Int' Series    | 394 000 $      | Dur (ext.)     | Jonathan Erlich Andy Ram          | Paul Hanley Kevin Ullyett        | 7-64, 7-610       | Tableau        |
| 31 | 01-01-2007 | Next Generation Adelaide International, Adélaïde         | Int' Series    | 411 000 $      | Dur (ext.)     | Wesley Moodie Todd Perry          | Novak Djokovic Radek Štěpánek    | 6-4, 3-6, [15-13] | Tableau        |
| 32 | 31-12-2007 | Next Generation Adelaide International, Adélaïde         | Int' Series    | 440 000 $      | Dur (ext.)     | Martín García Marcelo Melo        | Chris Guccione Robert Smeets     | 6-3, 3-6, [10-7]  | Tableau        |
|    | 2009-2019  | Pas de tournoi                                           | Pas de tournoi | Pas de tournoi | Pas de tournoi | Pas de tournoi                    | Pas de tournoi                   | Pas de tournoi    | Pas de tournoi |
| 33 | 12-01-2020 | Adelaide International, Adélaïde                         | ATP 250        | 546 355 $      | Dur (ext.)     | Máximo González Fabrice Martin    | Ivan Dodig Filip Polášek         | 7-612, 6-3        | Tableau        |
|    | 2021       | Pas de tournoi                                           | Pas de tournoi | Pas de tournoi | Pas de tournoi | Pas de tournoi                    | Pas de tournoi                   | Pas de tournoi    | Pas de tournoi |
| 34 | 03-01-2022 | Adelaide International, Adélaïde                         | ATP 250        | 521 000 $      | Dur (ext.)     | Rohan Bopanna Ramkumar Ramanathan | Ivan Dodig Marcelo Melo          | 7-66, 6-1         | Tableau        |
| 35 | 10-01-2022 | Adelaide International, Adélaïde                         | ATP 250        | 430 530 $      | Dur (ext.)     | Wesley Koolhof Neal Skupski       | Ariel Behar Gonzalo Escobar      | 7-65, 6-4         | Tableau        |
| 36 | 01-01-2023 | Adelaide International 1, Adélaïde                       | ATP 250        | 642 735 $      | Dur (ext.)     | Lloyd Glasspool Harri Heliövaara  | Jamie Murray Michael Venus       | 6-3, 7-63         | Tableau        |
| 37 | 09-01-2023 | Adelaide International 2, Adélaïde                       | ATP 250        | 642 735 $      | Dur (ext.)     | Marcelo Arévalo Jean-Julien Rojer | Ivan Dodig Austin Krajicek       | Forfait           | Tableau        |
| 40 | 08-01-2024 | Adelaide International, Adélaïde                         | ATP 250        | 661 585 $      | Dur (ext.)     | Rajeev Ram Joe Salisbury          | Rohan Bopanna Matthew Ebden      | 7-5, 5-7, [11-9]  | Tableau        |
| 41 | 06-01-2025 | Adelaide International, Adélaïde                         | ATP 250        | 680 140 $      | Dur (ext.)     | Simone Bolelli Andrea Vavassori   | Kevin Krawietz Tim Pütz          | 4-6, 7-64, [11-9] | Tableau        |

## Palmarès dames

### Simple
| No       | Date       | Nom et lieu du tournoi                   | Catégorie      | Dotation       | Surface        | Vainqueure       | Finaliste           | Score          |                |
| -------- | ---------- | ---------------------------------------- | -------------- | -------------- | -------------- | ---------------- | ------------------- | -------------- | -------------- |
| 1        | 19-01-1953 | South Australian Championships, Adélaïde |                | NC             | Gazon (ext.)   | Maureen Connolly | Julia Sampson       | 6-2, 6-3       | Tableau        |
| 2        | 02-01-1954 | South Australian Championships, Adélaïde |                | NC             | Gazon (ext.)   | Jenny Staley     | Helen Angwin        | 6-4, 4-6, 6-4  | Tableau        |
| 3        | 02-01-1955 | South Australian Championships, Adélaïde |                | NC             | Gazon (ext.)   | Jenny Staley     | Fay Muller          | 7-5, 6-2       | Tableau        |
| 4        | 02-01-1956 | South Australian Championships, Adélaïde |                | NC             | Gazon (ext.)   | Fay Muller       | Marie Martin        | 6-2, 8-6       | Tableau        |
| 5        | 22-11-1956 | South Australian Championships, Adélaïde |                | NC             | Gazon (ext.)   | Althea Gibson    | Shirley Fry         | 8-6, 7-5       | Tableau        |
| 6        | 21-11-1957 | South Australian Championships, Adélaïde |                | NC             | Gazon (ext.)   | Angela Mortimer  | Lorraine Coghlan    | 7-5, 6-3       | Tableau        |
| 7        | 06-11-1958 | South Australian Championships, Adélaïde |                | NC             | Gazon (ext.)   | Sandra Reynolds  | Jan Lehane          | 6-4, 6-2       | Tableau        |
|          | 1959       | Pas de tournoi                           | Pas de tournoi | Pas de tournoi | Pas de tournoi | Pas de tournoi   | Pas de tournoi      | Pas de tournoi | Pas de tournoi |
| 8        | 06-01-1960 | South Australian Championships, Adélaïde |                | NC             | Gazon (ext.)   | Maria Bueno      | Christine Truman    | 6-1, 6-1       | Tableau        |
| 9        | 05-01-1961 | South Australian Championships, Adélaïde |                | NC             | Gazon (ext.)   | Margaret Smith   | Jan Lehane          | 6-3, 6-0       | Tableau        |
| 10       | 19-11-1961 | South Australian Championships, Adélaïde |                | NC             | Gazon (ext.)   | Margaret Smith   | Darlene Hard        | 6-4, 5-7, 6-4  | Tableau        |
| 11       | 11-11-1962 | South Australian Championships, Adélaïde |                | NC             | Gazon (ext.)   | Margaret Smith   | Christine Truman    | 6-1, 6-2       | Tableau        |
| 12       | 18-11-1963 | South Australian Championships, Adélaïde |                | NC             | Gazon (ext.)   | Margaret Smith   | Jan Lehane          | 6-3, 6-1       | Tableau        |
| 13       | 26-12-1964 | South Australian Championships, Adélaïde |                | NC             | Gazon (ext.)   | Gail Sherriff    | Billie Jean Moffitt | 2-6, 6-4, 6-1  | Tableau        |
| 14       | 08-12-1965 | South Australian Championships, Adélaïde |                | NC             | Gazon (ext.)   | Nancy Richey     | Lesley Turner       | 8-6, 6-2       | Tableau        |
| 15       | 08-12-1966 | South Australian Championships, Adélaïde |                | NC             | Gazon (ext.)   | Lesley Turner    | Kerry Melville      | 6-2, 6-4       | Tableau        |
| 16       | 11-12-1967 | South Australian Championships, Adélaïde |                | NC             | Gazon (ext.)   | Judy Tegart      | Billie Jean King    | 4-6, 6-1, 6-4  | Tableau        |
| Ère Open |            |                                          |                |                |                |                  |                     |                |                |
| 17       | 23-11-1968 | South Australian Championships, Adélaïde |                | NC             | Gazon (ext.)   | Karen Krantzcke  | Lesley Hunt         | 4-6, 9-7, 6-1  | Tableau        |
| 18       | 28-12-1969 | South Australian Championships, Adélaïde |                | NC             | Gazon (ext.)   | NC               | NC                  | Pluie          | Tableau        |
| 19       | 20-12-1970 | South Australian Championships, Adélaïde |                | NC             | Gazon (ext.)   | Olga Morozova    | Kristien Kemmer     | 6-4, 4-6, 9-7  | Tableau        |
|          | 1971       | Pas de tournoi                           | Pas de tournoi | Pas de tournoi | Pas de tournoi | Pas de tournoi   | Pas de tournoi      | Pas de tournoi | Pas de tournoi |
| 20       | 19-01-1972 | South Australian Championships, Adélaïde |                | NC             | Gazon (ext.)   | Evonne Goolagong | Olga Morozova       | 7-64, 6-3      | Tableau        |
| 21       | 11-12-1972 | South Australian Championships, Adélaïde |                | NC             | Gazon (ext.)   | Evonne Goolagong | Kerry Harris        | 6-1, 6-2       | Tableau        |
| 22       | 19-11-1973 | South Australian Championships, Adélaïde |                | NC             | Gazon (ext.)   | Janet Young      | Dianne Fromholtz    | 7-5, 6-1       | Tableau        |
| 23       | 02-12-1974 | South Australian Championships, Adélaïde |                | NC             | Gazon (ext.)   | Olga Morozova    | Evonne Goolagong    | 7-6, 2-6, 6-2  | Tableau        |
| 24       | 01-12-1975 | South Australian Championships, Adélaïde |                | NC             | Gazon (ext.)   | Sue Barker       | Helga Masthoff      | 6-2, 6-1       | Tableau        |
| 25       | 30-11-1976 | South Australian Championships, Adélaïde |                | NC             | Gazon (ext.)   | Chris O'Neil     | Nerida Gregory      | 3-6, 6-4, 6-0  | Tableau        |
|          | 1977       | Pas de tournoi                           | Pas de tournoi | Pas de tournoi | Pas de tournoi | Pas de tournoi   | Pas de tournoi      | Pas de tournoi | Pas de tournoi |
| 26       | 11-12-1978 | South Australian Open, Adélaïde          | Colgate Series | 50 000 $       | Gazon (ext.)   | Kerry Reid       | Beth Norton         | 7-5, 6-7, 6-1  | Tableau        |
| 27       | 10-12-1979 | Berri South Australia Classic, Adélaïde  | Colgate Series | 50 000 $       | Gazon (ext.)   | Hana Mandlíková  | Virginia Ruzici     | 7-5, 2-2, ab.  | Tableau        |
| 28       | 08-12-1980 | National Panasonic Open, Adélaïde        |                | 125 000 $      | Gazon (ext.)   | Hana Mandlíková  | Sue Barker          | 6-2, 6-4       | Tableau        |
|          | 1981-1984  | Pas de tournoi                           | Pas de tournoi | Pas de tournoi | Pas de tournoi | Pas de tournoi   | Pas de tournoi      | Pas de tournoi | Pas de tournoi |
| 29       | 28-11-1988 | Southern Cross Classic, Adélaïde         | Tier V         | 100 000 $      | Dur (ext.)     | Jana Novotná     | Jana Pospíšilová    | 7-5, 6-4       | Tableau        |
|          | 1989-2019  | Pas de tournoi                           | Pas de tournoi | Pas de tournoi | Pas de tournoi | Pas de tournoi   | Pas de tournoi      | Pas de tournoi | Pas de tournoi |
| 30       | 13-01-2020 | Adelaide International, Adélaïde         | Premier        | 782 900 $      | Dur (ext.)     | Ashleigh Barty   | Dayana Yastremska   | 6-2, 7-5       | Tableau        |
| 31       | 22-02-2021 | Adelaide International, Adélaïde         | WTA 500        | 535 530 $      | Dur (ext.)     | Iga Świątek      | Belinda Bencic      | 6-2, 6-2       | Tableau        |
| 32       | 02-01-2022 | Adelaide International 1, Adélaïde       | WTA 500        | 703 580 $ $    | Dur (ext.)     | Ashleigh Barty   | Elena Rybakina      | 6-3, 6-2       | Tableau        |
| 33       | 09-01-2022 | Adelaide International 2, Adélaïde       | WTA 250        | 239 477 $ $    | Dur (ext.)     | Madison Keys     | Alison Riske        | 6-1, 6-2       | Tableau        |
| 34       | 02-01-2023 | Adelaide International 1, Adélaïde       | WTA 500        | 826 837 $      | Dur (ext.)     | Aryna Sabalenka  | Linda Nosková       | 6-3, 7-64      | Tableau        |
| 35       | 09-01-2023 | Adelaide International 2, Adélaïde       | WTA 500        | 780 637 $      | Dur (ext.)     | Belinda Bencic   | Daria Kasatkina     | 6-2, 6-0       | Tableau        |
| 36       | 08-01-2024 | Adelaide International, Adélaïde         | WTA 500        | 922 573 $      | Dur (ext.)     | Jeļena Ostapenko | Daria Kasatkina     | 6-3, 6-2       | Tableau        |
| 37       | 06-01-2025 | Adelaide International, Adélaïde         | WTA 500        | 1 064 510 $    | Dur (ext.)     | Madison Keys     | Jessica Pegula      | 6-3, 4-6, 6-1  | Tableau        |

### Double
| No       | Date       | Nom et lieu du tournoi                  | Catégorie      | Dotation       | Surface        | Vainqueures                         | Finalistes                            | Score             |                |
| -------- | ---------- | --------------------------------------- | -------------- | -------------- | -------------- | ----------------------------------- | ------------------------------------- | ----------------- | -------------- |
| 1        | 19-01-1953 | South Australian Championships Adélaïde |                | NC             | Gazon (ext.)   | Maureen Connolly Julia Sampson      | Helen Angwin Gwen Thiele              | 6-4, 6-1          | Tableau        |
| 2        | 02-01-1954 | South Australian Championships Adélaïde |                | NC             | Gazon (ext.)   | Loris Nichols Norma Ellis           | Gwen Thiele Helen Angwin              | 6-1, 9-7          | Tableau        |
| 3        | 02-01-1955 | South Australian Championships Adélaïde |                | NC             | Gazon (ext.)   | Loris Nichols Norma Ellis           | Jenny Staley Elizabeth Orton          | 6-4, 6-4          | Tableau        |
| 4        | 02-01-1956 | South Australian Championships Adélaïde |                | NC             | Gazon (ext.)   | Fay Muller Daphne Seeney            | Marie Martin Loris Nichols            | 4-6, 6-2, 6-2     | Tableau        |
| 5        | 22-11-1956 | South Australian Championships Adélaïde |                | NC             | Gazon (ext.)   | Althea Gibson Shirley Fry           | Lorraine Coghlan Margaret Hellyer     | 6-1, 6-2          | Tableau        |
| 6        | 21-11-1957 | South Australian Championships Adélaïde |                | NC             | Gazon (ext.)   | Angela Mortimer Daphne Seeney       | Marie Martin Dulcie Young             | 6-3, 6-2          | Tableau        |
| 7        | 06-11-1958 | South Australian Championships Adélaïde |                | NC             | Gazon (ext.)   | Sandra Reynolds Renee Schuurman     | Lorraine Coghlan Mary Carter Reitano  | 6-4, 6-3          | Tableau        |
|          | 1959       | Pas de tournoi                          | Pas de tournoi | Pas de tournoi | Pas de tournoi | Pas de tournoi                      | Pas de tournoi                        | Pas de tournoi    | Pas de tournoi |
| 8        | 06-01-1960 | South Australian Championships Adélaïde |                | NC             | Gazon (ext.)   | Maria Bueno Christine Truman        | Margaret Smith Beverley Rae           | 7-5, 6-4          | Tableau        |
| 9        | 05-01-1961 | South Australian Championships Adélaïde |                | NC             | Gazon (ext.)   | Jan Lehane Margaret Smith           | Robyn Ebbern Madonna Schacht          | 6-4, 6-1          | Tableau        |
| 10       | 19-11-1961 | South Australian Championships Adélaïde |                | NC             | Gazon (ext.)   | Robyn Ebbern Margaret Smith         | Jan Lehane Lesley Turner              | 5-7, 6-2, 6-3     | Tableau        |
| 11       | 11-11-1962 | South Australian Championships Adélaïde |                | NC             | Gazon (ext.)   | Robyn Ebbern Margaret Smith         | Madonna Schacht Christine Truman      | 6-2, 6-2          | Tableau        |
| 12       | 18-11-1963 | South Australian Championships Adélaïde |                | NC             | Gazon (ext.)   | Robyn Ebbern Margaret Smith         | Jan Lehane Lesley Turner              | 6-1, 6-2          | Tableau        |
| 13       | 26-12-1964 | South Australian Championships Adélaïde |                | NC             | Gazon (ext.)   | Robyn Ebbern Billie Jean Moffitt    | Gail Sherriff Carol Sherriff          | 6-1, 6-2          | Tableau        |
| 14       | 08-12-1965 | South Australian Championships Adélaïde |                | NC             | Gazon (ext.)   | Judy Tegart Lesley Turner           | Elizabeth Fenton Madonna Schacht      | 7-5, 6-2          | Tableau        |
| 15       | 08-12-1966 | South Australian Championships Adélaïde |                | NC             | Gazon (ext.)   | Judy Tegart Lesley Turner           | Rosie Casals Nancy Richey             | 7-5, 6-4          | Tableau        |
| 16       | 11-12-1967 | South Australian Championships Adélaïde |                | NC             | Gazon (ext.)   | NC                                  | NC                                    | NC                | Tableau        |
| Ère Open |            |                                         |                |                |                |                                     |                                       |                   |                |
| 17       | 23-11-1968 | South Australian Championships Adélaïde |                | NC             | Gazon (ext.)   | Karen Krantzcke Kerry Melville      | Lesley Hunt Judy Tegart               | 6-1, 6-2          | Tableau        |
| 18       | 28-12-1969 | South Australian Championships Adélaïde |                | NC             | Gazon (ext.)   | Karen Krantzcke Kerry Melville      | Kerry Harris Winnie Shaw              | Pluie             | Tableau        |
| 19       | 20-12-1970 | South Australian Championships Adélaïde |                | NC             | Gazon (ext.)   | Kerry Harris Olga Morozova          | Patti Hogan Sharon Walsh              | 8-6, 6-8, 6-3     | Tableau        |
|          | 1971       | Pas de tournoi                          | Pas de tournoi | Pas de tournoi | Pas de tournoi | Pas de tournoi                      | Pas de tournoi                        | Pas de tournoi    | Pas de tournoi |
| 20       | 19-01-1972 | South Australian Championships Adélaïde |                | NC             | Gazon (ext.)   | Evonne Goolagong Olga Morozova      | Kerry Hogarth Marilyn Tesch           | 6-3, 6-0          | Tableau        |
| 21       | 11-12-1972 | South Australian Championships Adélaïde |                | NC             | Gazon (ext.)   | Eugenia Birioukova Janet Young      | Evonne Goolagong Helen Gourlay        | 6-3, 6-2          | Tableau        |
| 22       | 19-11-1973 | South Australian Championships Adélaïde |                | NC             | Gazon (ext.)   | Janet Fallis Janet Young            | Jenny Dimond Dianne Fromholtz         | 7-6, 6-3          | Tableau        |
| 23       | 02-12-1974 | South Australian Championships Adélaïde |                | NC             | Gazon (ext.)   | Evonne Goolagong Peggy Michel       | Martina Navrátilová Kazuko Sawamatsu  | 6-3, 4-6, 7-5     | Tableau        |
| 24       | 01-12-1975 | South Australian Championships Adélaïde |                | NC             | Gazon (ext.)   | Sue Barker Michelle Tyler           | Kym Ruddell Janet Young               | 7-5, 6-3          | Tableau        |
| 25       | 30-11-1976 | South Australian Championships Adélaïde |                | NC             | Gazon (ext.)   | Nerida Gregory Rosalyn McCann       | Elizabeth Little Kerryn Pratt         | 6-3, 6-2          | Tableau        |
|          | 1977       | Pas de tournoi                          | Pas de tournoi | Pas de tournoi | Pas de tournoi | Pas de tournoi                      | Pas de tournoi                        | Pas de tournoi    | Pas de tournoi |
| 26       | 11-12-1978 | South Australian Open Adélaïde          | Colgate Series | 50 000 $       | Gazon (ext.)   | Lesley Hunt Sharon Walsh            | Ilana Kloss Marise Kruger             | 6-2, 6-2          | Tableau        |
| 27       | 10-12-1979 | Berri South Australia Classic Adélaïde  | Colgate Series | 50 000 $       | Gazon (ext.)   | Hana Mandlíková Virginia Ruzici     | Sue Barker Pam Shriver                | 2-6, 6-4, 6-4     | Tableau        |
| 28       | 08-12-1980 | National Panasonic Open Adélaïde        |                | 125 000 $      | Gazon (ext.)   | Pam Shriver Betty Stöve             | Sue Barker Sharon Walsh               | 6-4, 6-3          | Tableau        |
|          | 1981-1984  | Pas de tournoi                          | Pas de tournoi | Pas de tournoi | Pas de tournoi | Pas de tournoi                      | Pas de tournoi                        | Pas de tournoi    | Pas de tournoi |
| 29       | 28-11-1988 | Southern Cross Classic Adélaïde         | Tier V         | 100 000 $      | Dur (ext.)     | Sylvia Hanika Claudia Kohde-Kilsch  | Lori McNeil Jana Novotná              | 7-5, 6-7, 6-4     | Tableau        |
|          | 1989-2019  | Pas de tournoi                          | Pas de tournoi | Pas de tournoi | Pas de tournoi | Pas de tournoi                      | Pas de tournoi                        | Pas de tournoi    | Pas de tournoi |
| 30       | 13-01-2020 | Adelaide International Adélaïde         | Premier        | 782 900 $      | Dur (ext.)     | Nicole Melichar Xu Yifan            | Gabriela Dabrowski Darija Jurak       | 2-6, 7-5, [10-5]  | Tableau        |
| 31       | 22-02-2021 | Adelaide International Adélaïde         | WTA 500        | 535 530 $      | Dur (ext.)     | Alexa Guarachi Desirae Krawczyk     | Hayley Carter Luisa Stefani           | 64-7, 6-4, [10-3] | Tableau        |
| 32       | 03-01-2022 | Adelaide International 1 Adélaïde       | WTA 500        | 703 580 $      | Dur (ext.)     | Ashleigh Barty Storm Sanders        | Darija Jurak Andreja Klepač           | 6-1, 6-4          | Tableau        |
| 33       | 09-01-2022 | Adelaide International 2 Adélaïde       | WTA 250        | 239 477 $      | Dur (ext.)     | Eri Hozumi Makoto Ninomiya          | Tereza Martincová Markéta Vondroušová | 1-6, 7-64, [10-7] | Tableau        |
| 34       | 02-01-2023 | Adelaide International 1 Adélaïde       | WTA 500        | 826 837 $      | Dur (ext.)     | Asia Muhammad Taylor Townsend       | Storm Hunter Kateřina Siniaková       | 6-2, 7-62         | Tableau        |
| 35       | 09-01-2023 | Adelaide International 2 Adélaïde       | WTA 500        | 780 637 $      | Dur (ext.)     | Luisa Stefani Taylor Townsend       | A. Pavlyuchenkova Elena Rybakina      | 7-5, 7-63         | Tableau        |
| 36       | 08-01-2024 | Adelaide International Adélaïde         | WTA 500        | 922 573 $      | Dur (ext.)     | Beatriz Haddad Maia Taylor Townsend | Caroline Garcia Kristina Mladenovic   | 7-5, 6-3          | Tableau        |
| 36       | 06-01-2025 | Adelaide International Adélaïde         | WTA 500        | 1 064 510 $    | Dur (ext.)     | Guo Hanyu Alexandra Panova          | Beatriz Haddad Maia Laura Siegemund   | 7-5, 6-4          | Tableau        |

## Palmarès mixte
| No | Date       | Nom et lieu du tournoi                  | Catégorie      | Dotation       | Surface        | Vainqueures                 | Finalistes                        | Score            |                |
| -- | ---------- | --------------------------------------- | -------------- | -------------- | -------------- | --------------------------- | --------------------------------- | ---------------- | -------------- |
| 1  | 19-01-1953 | South Australian Championships Adélaïde |                | NC             | Gazon (ext.)   | Maureen Connolly Lew Hoad   | Julia Sampson Rex Hartwig         | 6-3, 2-6, 6-4    | Tableau        |
| 2  | 02-01-1954 | South Australian Championships Adélaïde |                | NC             | Gazon (ext.)   | Gwen Thiele John Hann       | Helen Angwin John Mehaffey        | 6-1, 4-6, 6-3    | Tableau        |
| 3  | 02-01-1956 | South Australian Championships Adélaïde |                | NC             | Gazon (ext.)   | Marie Martin Neale Fraser   | Nell Hall Hopman Anthony Ryan     | Finale non jouée | Tableau        |
| 4  | 22-11-1956 | South Australian Championships Adélaïde |                | NC             | Gazon (ext.)   | Althea Gibson Neale Fraser  | Shirley Fry Robert Howe           | 6-3, 6-4         | Tableau        |
| 5  | 21-11-1957 | South Australian Championships Adélaïde |                | NC             | Gazon (ext.)   | Angela Mortimer Robert Howe | Daphne Seeney Warren Woodcock     | 6-1, 7-5         | Tableau        |
| 6  | 06-11-1958 | South Australian Championships Adélaïde |                | NC             | Gazon (ext.)   | Renee Schuurman Rod Laver   | Sandra Reynolds Bob Mark          | 6-4, 6-2         | Tableau        |
|    | 1959       | Pas de tournoi                          | Pas de tournoi | Pas de tournoi | Pas de tournoi | Pas de tournoi              | Pas de tournoi                    | Pas de tournoi   | Pas de tournoi |
| 7  | 06-01-1960 | South Australian Championships Adélaïde |                | NC             | Gazon (ext.)   | Maria Bueno Robert Howe     | Christine Truman Martin Mulligan  | 9-7, 6-4         | Tableau        |
| 8  | 18-11-1963 | South Australian Championships Adélaïde |                | NC             | Gazon (ext.)   | Margaret Smith Ken Fletcher | NC                                | NC               | Tableau        |
| 9  | 08-12-1966 | South Australian Championships Adélaïde |                | NC             | Gazon (ext.)   | Judy Tegart Tony Roche      | Françoise Dürr Claude de Gronckel | 6-4, 7-5         | Tableau        |